# Чемпионат мира по регбилиг 1954
Чемпионат мира по регбилиг 1954 года (англ. 1954 Rugby League World Cup) — первый в истории регбилиг чемпионат мира, проведённый в октябре — ноябре 1954 года во Франции. Официально назывался Кубок мира по регби (англ. Rugby World Cup). В розыгрыше участвовали четыре сборные: Австралии, Франции, Великобритании и Новой Зеландии. Турнир прошёл по круговой схеме в один круг, которая завершилась финалом между двумя лучшими командами. Финал прошёл на парижском стадионе «Парк де Пренс» в присутствии 31 тысячи зрителей. Первым чемпионом мира стала команда Великобритании, обыгравшая сборную Франции.
Инициатором проведения первого розыгрыша чемпионата мира по регбилиг стала Франция, которая нуждалась в финансовых вложениях, поскольку французское регби и лично Французская федерация регби ещё не до конца оправились от последствий Второй мировой войны. Успех чемпионата был колоссальным: турнир, приуроченный к 20-летию зарождения регбилиг во Франции, был проведён на высоком уровне. Кубок, который вручили победителям, был изготовлен французами и оценивается в 8 миллионов франков.

## Предыстория

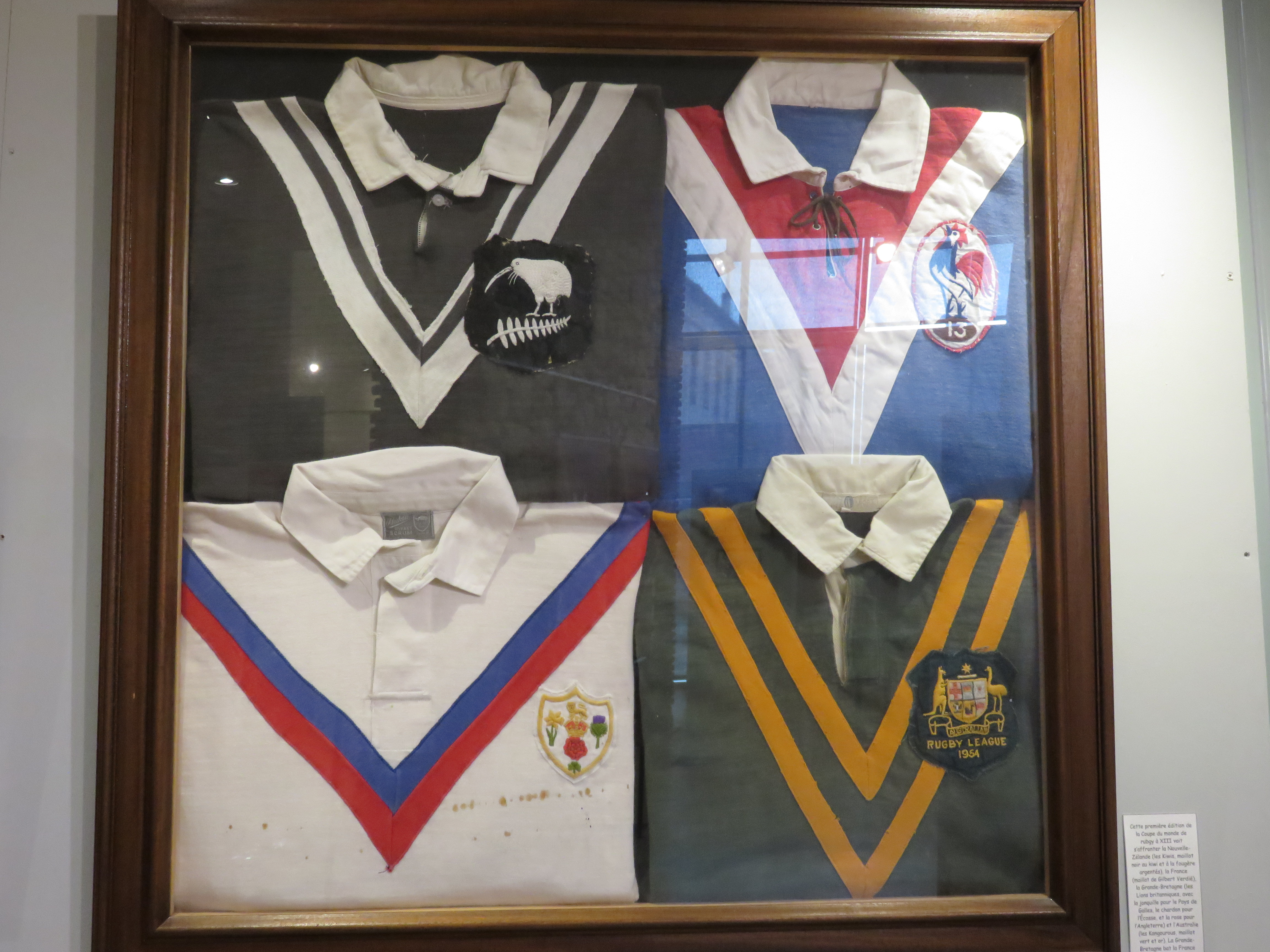
Регбийки сборных, участвовавших в чемпионате мира 1954 года

Франция стала инициатором проведения первого розыгрыша чемпионата мира. Президент Федерации регбилиг Франции Поль Баррьер выделил собственные средства на изготовление трофея Кубка мира, а сама Франция провела широкую кампанию, приглашая поучаствовать в турнире сборные Австралии, Великобритании, Новой Зеландии и США. Первоначальной датой значился 1953 год, однако турнир состоялся в итоге через год. США от участия отказались.
Интерес к чемпионату мира усиливался тем, что результат предсказать было невозможно, поскольку каждая из сборных могла победить друг друга, и ни одна серия тест-матчей не могла показать преимущество хотя бы одной из сборных. Так, команде Австралии предрекали успех только на фоне выигрыша крикетного трофея Эшес у сборной Англии, но в 1953 году австралийцы потерпели поражения от Франции и Новой Зеландии. Великобритания победила Новую Зеландию во второй части своего турне по Австралазии, но перед турниром из-за травм и самоотводов ряда игроков собрали команду, которая не была сыгранной и подвергалась критике. Капитанами сборных стали Пюи Обер (Франция), Сайрил Истлейк (Новая Зеландия), Клайв Черчилль (Австралия) и Дейв Валентайн. Судьями на матчи были назначены англичанин Чарли Эпплтон, игрок «Уоррингтон Вулфз», и француз Рене Гвидичелли, игрок «Перпиньяна».

## Команды
| Команда                  | Прозвище         | Тренер                | Капитан        |
| ------------------------ | ---------------- | --------------------- | -------------- |
| Австралия (1-й раз)      | The Kangaroos    | Вик Хей               | Клайв Черчилль |
| Новая Зеландия (1-й раз) | The Kiwis        | Джим Амос             | Сайрил Истлейк |
| Великобритания (1-й раз) | The Lions        | Джо Иган              | Дейв Валентайн |
| Франция (1-й раз)        | Les Chanticleers | Жан Дюо и Рене Дюффор | Пюи Обер       |

## Стадионы
Шесть стадионов приняли матчи чемпионата мира, финал прошёл на парижской арене «Парк де Пренс».
| Париж               | Марсель             | Тулуза              |
| ------------------- | ------------------- | ------------------- |
| Парк де Пренс       | Велодром            | Стадион Тулузы      |
| Вместимость: 48,712 | Вместимость: 49,000 | Вместимость: 37,000 |
|                     |                     |                     |
| Лион                | Бордо               | Нант                |
| Жерлан              | Шабан-Дельмас       | Марсель Сопан       |
| Вместимость: 30,000 | Вместимость: 30,000 | Вместимость: 20,000 |
|                     |                     |                     |

## Матчи

### Групповой этап
| Легенда       |
| ------------- |
| Вышли в финал |

| Команда        | Игры | Победы | Ничьи | Поражения | Забито | Пропущено | Разница | Очки |
| -------------- | ---- | ------ | ----- | --------- | ------ | --------- | ------- | ---- |
| Великобритания | 3    | 2      | 1     | 0         | 67     | 32        | +35     | 5    |
| Франция        | 3    | 2      | 1     | 0         | 50     | 31        | +19     | 5    |
| Австралия      | 3    | 1      | 0     | 2         | 52     | 58        | −6      | 2    |
| Новая Зеландия | 3    | 0      | 0     | 3         | 34     | 82        | −48     | 0    |

| 30 октября 1954 | Франция | 22 — 13 | Новая Зеландия | Парк де Пренс, Париж |

| 31 октября 1954 | Австралия | 13 — 28 | Великобритания | Жерлан, Лион |

| 7 ноября 1954 | Франция | 13 — 13 | Великобритания | Стадион Тулузы, Тулуза |

| 7 ноября 1954 | Австралия | 34 — 15 | Новая Зеландия | Велодром, Марсель |

| 11 ноября 1954 | Великобритания | 26 — 6 | Новая Зеландия | Шабан-Дельмас, Бордо |

| 11 ноября 1954 | Франция | 15 — 5 | Австралия | Марсель Сопан, Нант |

### Финал
| 13 ноября 1954                                               | \| Франция \| 12:16 Протокол \| Великобритания \| \| Попытки: Раймон Контрастан[англ.] Венсан Кантони[англ.] Голы: Пюи Обер[фр.] (3) \| Голы \| Попытки: Джерри Хелм[англ.] (2) Гордон Браун[англ.] (2) Дэвид Роуз[англ.] Голы: Джимми Ледгард[англ.] (2) \| | Парк де Пренс, Париж Зрителей: 30,368 Судьи: Чарли Эпплтон                    |
| Франция                                                      | 12:16 Протокол | Великобритания                                                                |
| Попытки: Раймон Контрастан Венсан Кантони Голы: Пюи Обер (3) | Голы | Попытки: Джерри Хелм (2) Гордон Браун (2) Дэвид Роуз Голы: Джимми Ледгард (2) |

| Франция | Великобритания |

| FB                    | 1  | Пюи Обер          |
| RW                    | 2  | Венсан Кантони    |
| RC                    | 3  | Клод Тессье       |
| LC                    | 4  | Жак Меркей        |
| LW                    | 5  | Раймон Контрастан |
| SO                    | 6  | Антуан Жиминез    |
| SH                    | 7  | Жозеф Креспо      |
| PR                    | 8  | Жозеф Кравзик     |
| HK                    | 9  | Жан Одобер        |
| PR                    | 10 | Франсуа Ринальди  |
| SR                    | 11 | Арман Сав         |
| SR                    | 12 | Жан Памбрун       |
| LF                    | 13 | Жильбер Вердье    |
| Тренеры:              |    |                   |
| Жан Дюо и Рене Дюффор |    |                   |

| FB       | 1  | Джимми Ледгард |
| RW       | 2  | Дэвид Роуз     |
| RC       | 3  | Фил Джексон    |
| LC       | 4  | Алли Ноутон    |
| LW       | 5  | Мик Салливан   |
| SO       | 6  | Гордон Браун   |
| SH       | 7  | Джерри Хелм    |
| PR       | 8  | Джон Торли     |
| HK       | 9  | Сэм Смит       |
| PR       | 10 | Боб Ковердейл  |
| SR       | 11 | Бэзил Уоттс    |
| SR       | 12 | Дон Робинсон   |
| LF       | 13 | Дейв Валентайн |
| Тренер:  |    |                |
| Джо Иган |    |                |